# Hieracium elegans
Hieracium elegans es una especie de planta con flor del género Hieracium, de la familia Asteraceae, orden Asterales.

## Distribución
Hieracium elegans se distribuye por Noruega.

## Taxonomía
Fue descrita científicamente por Lindeb. Fue publicada en Bot. Not.